# المنظمة الصهيونية الأمريكية
كانت المنظمة الصهيونية الأمريكية (بالإنجليزية: Zionist Organization of America) وتُختصر ZOA، التي تأسست في عام 1897، أول منظمة صهيونية رسمية في الولايات المتحدة وخاصة في أوائل القرن العشرين، كما تُعدُّ الممثل الرئيسي لليهود الأمريكيين في المنظمة الصهيونية العالمية، التي تتبنى في الأساس الصهيونية السياسية.
تزعم المنظمة الصهيونية الأمريكية اليوم أن لديها 25,000 عضو.

## التاريخ

### التأسيس
تأسست المنظمة الصهيونية الأمريكية في عام 1897 تحت اسم اتحاد الصهاينة الأمريكيين FAZ والذي مثل تحالفًا من الجمعيات العبرية، وشوففي صهيون، والعديد من المنظمات القومية اليهودية التي دعمت برنامج بازل من المؤتمر الصهيوني الأول. في الأصل، كان المقصود من FAZ خدمة منطقة نيويورك الكبرى، ثم تحول إلى منظمة وطنية خلال مؤتمر عقد في نيويورك في العام التالي، حيث صدق المندوبون على الدستور. تم انتخاب ريتشارد جوثيل رئيسًا، بينما تولى ستيفن إس وايز دور السكرتير الفخري. تأسست منظمة الصهيونية الأميركية النسائية للترويج لإنشاء "الوطن القومي اليهودي في فلسطين". وإلى جانب نظيرتها، منظمة هداسا الصهيونية النسائية الأميركية، التي تأسست في عام 1912، فضلاً عن أحزاب العمال الصهيونية عمال صهيون والصهيونية الدينية مزراحي، ظهرت المنظمة الصهيونية الأميركية كمدافع مهم عن الصهيونية الأميركية المبكرة.

### لويس برانديز
في عام 1912، قبيل اندلاع الحرب العالمية الأولى، انخرط المحامي العلماني لويس برانديز بنشاط في الحركة الصهيونية، التي بدأت تجتذب دعمًا كبيرًا. وبحلول عام 1917، وتحت إشراف برانديز، تضاعف عدد أعضاء الصهاينة الأميركيين عشرة أضعاف ليصل إلى 200 ألف فرد، الأمر الذي جعل يهود أميركا المركز المالي الأساسي للحركة الصهيونية العالمية، متفوقين بشكل كبير على قاعدة دعمهم الأوروبية السابقة. وعلاوة على ذلك، خلال السنوات الأولى من الحرب العالمية الأولى، شكل برانديز وزملاؤه اللجنة التنفيذية المؤقتة الأميركية للشؤون الصهيونية العامة للإشراف على الأنشطة الصهيونية نيابة عن المنظمة الصهيونية الدولية، التي أصبحت غير فعالة إلى حد كبير بسبب انقسام ولاءات أعضائها وسط الصراع الدائر.

## الارتباطات مع إسرائيل
في عام 1949، أجرى مكتب التحقيقات الفيدرالي تحقيقًا في المنظمة الصهيونية الأمريكية (ZOA) وفقًا لقانون تسجيل العملاء الأجانب لعام 1938، في أعقاب نداء المنظمة إلى مؤيديها لتسريع نقل التكنولوجيا إلى الأفراد اليهود في فلسطين. في 25 فبراير 1948، تم تكليف المنظمة الصهيونية الأمريكية بالتسجيل كعميل أجنبي. بعد عدة مناقشات مع المدعي العام للولايات المتحدة، عدلت المنظمة الصهيونية الأمريكية دستورها وبادرت إلى إجراء تغييرات داخل دستور المنظمة الصهيونية العالمية لتحرير نفسها من تسمية العميل الأجنبي.
بعد تأسيس إسرائيل، انضمت المنظمة الصهيونية الأمريكية كعضو مؤسس في مؤتمر رؤساء المنظمات اليهودية الأمريكية الكبرى لتوحيد التمثيل اليهودي داخل السلطة التنفيذية للحكومة الأمريكية. تاريخيًا، تم الاعتراف بالمنظمة الصهيونية الأمريكية كمنظمة صهيونية ليبرالية؛ ومع ذلك، فقد تطورت إلى كيان يميني.
لعبت المنظمة الصهيونية الأمريكية دورًا مهمًا في حشد الدعم السياسي لإسرائيل داخل الولايات المتحدة، باستخدام موارد مالية كبيرة وممارسة النفوذ على كل من واشنطن والمشاعر العامة. برز إيمانويل نيومان وأبا هيلل سيلفر كشخصيتين بارزتين داخل المنظمة الصهيونية الأمريكية، معتقدين أن تمويلها الكبير يبرر المشاركة الكبيرة في صياغة سياسة الحكومة الإسرائيلية. وبحسب المؤرخ زوهار سيجيف، فقد عارضوا الاستراتيجيات الاجتماعية والاقتصادية التي نفذها رئيس الوزراء ديفيد بن جوريون وحزبه ماباي (العمل). ومع ذلك، تم رفض مقترحاتهم، واتفق الساسة الإسرائيليون على أن الصهاينة الأميركيين ساهموا بشكل كبير في التمويل.

## التاريخ الحديث
في عام 1994، تولى مورتون كلاين منصب الرئيس.
في عام 2005، عين فرع لوس أنجلوس للمنظمة الصهيونية الأمريكية (ZOA) الممثل والمغني السابق إد أميس رئيسًا لها. ولاحظ توم توجيند، الكاتب في مجلة The Jewish Journal of Greater Los Angeles، أن مهنة أميس في التمثيل كانت في الماضي إلى حد كبير، مسلطًا الضوء على أدائه في المسلسل التلفزيوني Daniel Boone. ولاحظ توجيند أيضًا أن المنظمة الصهيونية الأمريكية، التي تأسست في عام 1896، شهدت تراجعًا منذ ذروتها تحت قيادة لويس برانديز والحاخام أبا هيلل سيلفر. ومع ذلك، أشار إلى أن المنظمة استعادت بعض الظهور منذ تولى كلاين الرئاسة قبل عقد من الزمان، بعد انتخابه في عام 1993 وتوليه الدور رسميًا في عام 1994.
أعربت المنظمة الصهيونية الأمريكية عن معارضتها الشديدة لاختيار إسرائيل الانسحاب من قطاع غزة في عام 2005. في يناير 2009، أصدرت المنظمة بيانًا حثت فيه أولئك الذين أيدوا الانسحاب على تقديم الاعتذارات، مسلطة الضوء على "التدهور الأمني السريع في المنطقة الجنوبية من إسرائيل "وشدد البيان على أنه "في ظل هذه الظروف، من الضروري لجميع أعضاء الكنيست والصحفيين وغيرهم، بغض النظر عن انتماءاتهم السياسية، الذين أيدوا الانسحاب الأحادي الجانب، أن يعتذروا للناخبين الإسرائيليين".
في يناير 2009، أعربت المنظمة الصهيونية الأمريكية عن مخاوفها بشأن تعيين الرئيس باراك أوباما لجورج ميتشل كمبعوث خاص إلى الشرق الأوسط. انتقدت منظمة الصهيونية الأمريكية ميتشل لاعتقاده بأن كلا الطرفين يتحملان مسؤولية متساوية عن الصراع، مؤكدة أن القضية الأساسية تكمن في المستوطنات وليس عدم رغبة العرب الفلسطينيين في نبذ الإرهاب. بالإضافة إلى ذلك، عارضت منظمة الصهيونية الأمريكية تعيين تشارلز دبليو فريمان الابن رئيسًا لمجلس الاستخبارات الوطني في فبراير 2009، وهو المنصب الذي انسحب منه في النهاية في 10 مارس 2009.
في عام 2012، فقدت منظمة الصهيونية الأمريكية وضعها الخيري في الولايات المتحدة بسبب عدم قدرتها على تقديم إقرارات ضريبية إلى مصلحة الضرائب الداخلية لمدة ثلاث سنوات متتالية. أعادت مصلحة الضرائب الأمريكية فرض وضع الإعفاء الضريبي في عام 2013. في عام 2020، أيدت المنظمة الصهيونية الأمريكية ضم مناطق معينة في الضفة الغربية، والتي يشار إليها باسم "تطبيق السيادة الإسرائيلية". بالإضافة إلى ذلك، أشادت المنظمة باختيار الرئيس ترامب آنذاك لريتشارد جرينيل كمدير استخبارات وطنية بالإنابة، مؤكدة أنه "لم يكن هناك أبدًا صديق أفضل لعلاقة قوية بين الولايات المتحدة وإسرائيل من السفير جرينيل".

## الأنشطة الحالية
تشارك منظمة الصهيونية الأمريكية حاليًا في الجهود الرامية إلى تعزيز العلاقة بين الولايات المتحدة وإسرائيل من خلال مبادرات تعليمية مختلفة. وهي تعالج بنشاط ما تراه تحيزًا ضد إسرائيل موجودًا في وسائل الإعلام والكتب المدرسية وأدب السفر وفي الحرم الجامعي. بالإضافة إلى ذلك، تدعم منظمة الصهيونية الأمريكية البرامج التعليمية والثقافية داخل إسرائيل. "بيت المنظمة الصهيونية الأمريكية" يخدم كمركز ثقافي يقع في تل أبيب. تلعب المنظمة الصهيونية الأمريكية دورًا محوريًا في إنشاء مدرسة كفار سيلفر، التي تقدم التدريب التعليمي والمهني للمهاجرين اليهود الجدد وغيرهم في حرم جامعي مساحته 500 فدان (2.0 كيلومتر مربع) يقع بالقرب من عسقلان. بالإضافة إلى ذلك، يدعم قسم الشباب في المنظمة الصهيونية الأمريكية أحد أكثر البرامج شمولاً والتي تهدف إلى تسهيل الزيارات إلى إسرائيل للشباب اليهود.
تُمنح جائزة برانديز كل عام لشخصية بارزة ذات أهمية وطنية أو دولية. من بين الحائزين البارزين على هذا التكريم ميريام أديلسون، وجوزيف بايدن، وأبا إيبان، والقاضي آرثر جولدبرج، ورونالد لودر، وناتان شارانسكي، وسيمون فيزنثال، وإليزابيث تايلور، ومورتيمر زوكرمان، ورعنان جيسين، وفرانك جافني.

### جوائز المدافع عن إسرائيل
تمنح المنظمة الصهيونية سنويًا جائزة "المدافع عن إسرائيل" للأفراد الذين ساهموا بشكل كبير في تعزيز العلاقات بين الولايات المتحدة وإسرائيل. في 5 نوفمبر 2018، حصل مستشار الأمن القومي الأمريكي جون بولتون على هذه الجائزة المرموقة.

### قراءة معمقة
- Lipsky, Louis (1977) Thirty Years of American Zionism and rainbows, Ayer Publishing. (ردمك 978-0-405-10263-9)
  - Reprint of Selected works of Louis Lipsky v.1 (1927), covering the first 30 years of the ZOA

## وصلات خارجية
- المنظمة الصهيونية الأمريكية على موقع الموسوعة البريطانية (الإنجليزية)
- المنظمة الصهيونية الأمريكية على موقع قاعدة بيانات برودواي على الإنترنت (الإنجليزية)
- الموقع الرسمي
- FBI file on the ZOA
- Historical archive held at the Central Zionist Archives